# Buyut
Buyut is een bestuurslaag in het regentschap Cirebon van de provincie West-Java, Indonesië. Buyut telt 6317 inwoners (volkstelling 2010).